# Креснанска клисура
Креснанска клисура (буг. Кресненско дефиле) је стрма клисура у југозападној Бугарској, која се протеже око 18 километара. Клисура је настала из реке Струме, која тече са планине Витоша. Кресна клисура има богат биодиверзитет, који је под притиском пројекта изградње аутопута Струме, новог крака Трансевропског коридора бр. 4 На југу клисура дели резерват природе Тисата.
Креснанска клисура је била место битке код Креснанске клисуре између Бугарске и Грчке током Другог балканског рата. Грчкој војсци је претило опкољавање у долини, али због напредовања румунске војске према небрањеној престоници Софији, Бугарска је морала да пристане на примирје и Букурешки мир који је био неповољан за бугарске територијалне аспирације.

## Терен и клима
Кресна клисура се налази у близини села Палат, Драката и Крупник док је окружена Пирином и Малешевском планином. У клисури влада пролазна медитеранска клима, јер се налази између централно-европске и медитеранске климатске зоне. Река Струма сече кроз клисуру и представља главно геолошко обележје. Близу обале реке су седиментна земљишта која прелазе у плитко алувијално земљиште са кестењастим земљиштем са стране. Стеновити терен варира у целој клисури, укључујући камене падине, велике вертикалне литице и мале стеновите делове.

## Екологија
Креснанска клисура је дом разноврсне фауне и флоре, као и разноликог терена. Јужни токови клисуре пресецају резерват природе Тисата на два дела. Клисура је дом многих важних медитеранских биљних врста, станишта, пејзажа и дивљих животиња. У овој релативно малој клисури живи око 31 врста гмизаваца, 75 врста сисара и 232 врсте птица. Креснанска клисура се сматра заштићеним подручјем Натура 2000, што указује на њен значај у заштити угрожених врста. Неке врсте птица, као што су вранци, можда се не гнезде и не размножавају у клисури, али користе њене ресурсе као део дужих пролаза и миграторних путева. Ресурси које обезбеђује клисура су кључни и служе као главна места одмора угроженим и ретким врстама као што је бела кања.
Постоји више врста шума које се налазе унутар клисуре, укључујући различите врсте храстова као што су медунац, обични граб и црни јасен. С обзиром на климу, типичне медитеранске врсте флоре као што су прнар и коморика успевају овде. Величина вегетације и биљне популације у Кресни представља основу за разноврсне популације птица и других животиња које овдје живе.

## Аутопут Струма
Планирано је да се кроз Креснанску клисуру пресече аутопут Струма, пројекат који је део Европског транспортног коридора. Европска унија, као и бугарска влада, овај аутопут виде као виталну трговинску и туристичку руту и добија средства од Европске инвестиционе банке (Европска инвестициона банка). Аутопут ће обезбедити пролаз од Немачке и Мађарске до Грчке, а има за циљ да подстакне бугарску економију. Пројекат ће, међутим, имати и неке деструктивне ефекте за становнике клисуре и њен екосистем. Са садашњим путем у клисури, недостатак одговарајућег ублажавања већ је довео до многих убијања на путевима током година; са изградњом пројекта новог аутопута, очекује се повећање стопе морталитета животиња, не само због директних саобраћајних незгода већ и због ефеката крчења шума и губитка станишта.
Мештани у оближњим селима страхују да ће им продавнице и средства за живот опустети када се аутопут отвори. Страхују и да ће Креснанска клисура привући мање туриста и да ће млади становници мигрирати у друге земље. Аутопут ће приморати неке од сељана да изгубе земљиште и имовину током изградње, што ће негативно утицати на њихов живот.
Европска унија је финансирала и бугарску владу за изградњу аутопута и еколошке групе које бране угрожену природу кроз изградњу. Дуга је битка између владе и грађевинских компанија с једне стране и становника и еколошких група с друге стране.